# Bulan-Bulan
Bulan-Bulan is een bestuurslaag in het regentschap Batu Bara van de provincie Noord-Sumatra, Indonesië. Bulan-Bulan telt 5994 inwoners (volkstelling 2010).